# دانييل فونسيكا
دانييل فونسيكا (بالإسبانية: Daniel Fonseca)‏ (مواليد 13 سبتمبر 1969) هو لاعب كرة قدم. يلعب مع منتخب الأوروغواي لكرة القدم. سبق له أن لعب في كأس العالم لكرة القدم مع منتخب بلاده.

## مسيرته الكروية
لعب دانييل فونسيكا خلال مسيرته الاحترافية مع 7 أندية في ستة عشر موسمًا وسجل خلالها 84 هدفًا ضمن 240 مباراة. ولم يفز بأي موسم بالكأس وفاز في ثلاثة مواسم بالدوري.
خاض دانييل فونسيكا مسيرته مع نادي ناسيونال مونتيفيديو في عامي 1989-1991 في المرة الأولى ولمدة موسمين ثم ما بين عامي 2002 و2003 لمدة موسم واحد، مشاركًا طوالها في 21 مباراة سجل خلالها 6 أهداف. ثم انتقل إلى نادي كالياري في موسم 1990–91 ولمدة موسمين، حيث شارك في 50 مباراة سجل خلالها 17 هدفًا. لينتقل بعدها إلى نادي نابولي في موسم 1992–93 ولمدة موسمين، مشاركًا في 58 مباراة سجل خلالها 31 هدفًا. ثم انتقل إلى نادي روما في موسم 1994–95 واستمر معه طيلة ثلاثة مواسم، مشاركًا في 65 مباراة سجل خلالها 20 هدف. هذا وانتقل لاحقًا إلى نادي يوفنتوس في موسم 1997–98 ليلعب معه أربعة مواسم، مشاركًا في 42 مباراة سجل خلالها 10 أهداف. ثم انتقل بعدها إلى نادي ريفر بليت في موسم 2001–02 لمدة موسم واحد، مشاركًا في مباراتين ولم يسجل أي هدف. ليعود وينتقل من جديد، لكن هذه المرة إلى نادي كومو في موسم 2002–03 لمدة موسم واحد، مشاركًا في مباراتين ولم يسجل أي هدف أيضًا.

## روابط خارجية
- دانييل فونسيكا على موقع قاعدة بيانات كرة القدم.إي يو (الإنجليزية)
- دانييل فونسيكا على موقع ناشيونال فوتبول تيمز (الإنجليزية)
- دانييل فونسيكا على موقع Soccerbase.com (لاعب) (الإنجليزية)
- دانييل فونسيكا على موقع Soccerway.com (الإنجليزية)
- دانييل فونسيكا على موقع عالم كرة القدم.نت (الإنجليزية)